# 梁場山城
梁場山城（やなばやまじょう）は、備中国浅口郡（岡山県倉敷市）船穂町柳井原殿坂にあった日本の城（山城）。築城年数は不明である。

## 概要
柳井原殿坂の山頂（一名古城山）は、円形の平坦地（東西24.7m、南北19.7m）で、その南方には高さ1.8mの堤がある。北と東側は、高梁川に臨み断崖絶壁で、南方は、山頂から約20m下ったところが半月形の緩やかな平地になっている。旧小学校の校庭となっていたためと考えられる。現在旧小学校校舎と、稲荷神社が残っている。

## 歴史
1723年（享保8年）頃編纂された「古戦場備中府志」には、次のように記述されている。
「簗場山城、柳井原村、城主横溝源吾忠元。当城は鴨方（鴨方城）の砦なり。東鏡十巻にいう、横溝八郎先陣にて二百騎とも記している。1240年（延応2年）正月5日御弓始め、射手秋庭小次郎、横溝六郎、鎌倉勢に南部、横溝と称して世に武名を顕しをはる」
1582年（天正10年）の高松城水攻めの頃、柳井原の梁場山城は、高松城を救援のため東上した毛利輝元の救援軍2万人が留まった猿掛城（矢掛町横谷と真備町呉妹の境界）の出城であったといわれている。
南側の脇道から頂上に上る道沿いに20基ほどの墓が並んでいるが、横溝と読めるものが残っていて、梁場山城と横溝家の関係が窺い知れる。
また余談だが、作家の横溝正史の父は船穂町柳井原出身で、第二次世界大戦中正史が隣町の真備町に疎開中、柳井原を訪れたことがある。